# 前田宏行
前田 宏行（まえだ ひろゆき、1972年2月10日 - ）は、日本の元プロボクサー、元キックボクサー。プロボクシングではライト級、スーパーライト級、ウェルター級の日本王座3階級制覇を達成した。芸能事務所リミックス所属。

## 来歴
- 1972年2月10日、大工の三男として千葉県松戸市で生まれる。

### ボクシング
- 1991年7月15日、田中敏朗が経営する全日本パブリック所属でプロデビュー。
- 1994年10月1日、日本ライト級王座獲得。
- 1995年1月7日、初防衛戦でリック吉村に10R判定負けし、王座を失う。
- 1995年9月18日、日本ライト級王座に再挑戦。リック吉村に10R判定負け。
- 1999年12月4日、タイトルマッチ前哨戦としてノーランカー橋本照裕匡と対戦し、10R判定勝ち。
- 2000年4月2日、小野淳一に10R判定勝ちし、日本スーパーライト級王座獲得。
- 2000年8月5日、川島辰久に10R判定勝ちし、日本スーパーライト級王座初防衛。
- 2001年1月6日、小暮飛鴻に7RKO勝ちし、2度目の日本スーパーライト級王座防衛。
- 2001年4月7日、大野重行に1R2分35秒KO勝ちし3度目の日本スーパーライト級王座防衛。
- 2001年8月4日、田中光吉に1Rダウンを奪うが5R右拳骨折、7Rには強烈なダウンをするが、8,9R盛り返し判定で4度目の日本スーパーライト級王座防衛。
- 2001年11月4日、前回の試合による右拳複雑骨折により王座返上。
- 2003年12月20日、日本ウェルター級暫定王座決定戦で相原一隆に1RKO勝ちし、同階級タイトルマッチでの日本最短KO記録で（80秒）暫定王座獲得。
- 2004年4月17日、眼疾により13か月のブランクがあった日本ウェルター級正規王者小林秀一との統一戦を行い、1Rにダウンを奪った後、手数を出す小林に正確さとパワーで差をつけ10R判定勝ちで日本ウェルター級正規王座獲得。五代登以来、日本プロボクシング史上2人目となる日本王座3階級制覇を達成した。
- 2004年10月16日、スーパーウェルター級転向第1戦。李朱永（韓国）に4RKO勝ち。
- 2005年4月19日、前人未到の日本王座4階級制覇を賭けクレイジー・キムの持つ日本スーパーウェルター級王座に挑戦。1R、2Rに2度ずつダウンを奪われ2RTKO負け。

### K-1
- 2006年9月4日、「K-1 WORLD MAX 2006」に出場し、ヴァージル・カラコダと対戦。1Rにダウンを奪ったが、2R開始直後に左目蓋をカットし、ドクターストップによるTKO負け。負けが決まった直後、その場に倒れこんだ。
- 2007年4月4日、「K-1 WORLD MAX 2007」に出場し、ヴァージル・カラコダと再戦。0-3で3R判定負け。
- 2008年2月2日、「K-1 WORLD MAX 2008 〜日本代表決定トーナメント〜」に出場。1回戦でアマチュアボクシング出身のTATSUJIと対戦し、パンチ連打で1RTKO勝ち。準決勝のHAYATO戦でもパンチでダウンを奪うが、1R終了後に右肘骨折の疑いでドクターストップによるTKO負け。後日、亜脱臼と診断される。当初はミドルキックによるものとされていたが、後にボクシング時代から蓄積したダメージ・古傷が原因と明かした。この試合でK-1 WORLD MAX　2008のMVPを獲得。
- 2008年12月24日、自身のブログで以前からパンチドランカーの症状が現れていることを告白し、家族の存在や消極的な試合はしたくないことを理由に引退を表明。

### 引退後
- 2009年8月1日より一般財団法人日本スポーツ・芸能サポート財団に職員として勤務し、各種学校の講師、スポーツイベント及びスポーツジム等のトレーナーとしても活動中。
- 2010年に旗揚げした日本ボクシングコミッション・日本プロボクシング協会や海外認定組織に属さないプロボクシング新組織BOXFIGHTに関与するという報道があったが[1]、参加はしなかった。
- 2010年6月5日より始めた新ブログによれば、ネット通販会社にアルバイトとして勤務し、しばらくして正社員となった。しかし退職したとのこと。
- 2013年よりボクシングをスポーツとして広めたいとフリーランスで活躍の場を拡げている。ゴールドジム行徳・個人へのパーソナル・学校の特別授業など
- 2015年よりボクシングを通して身体を健康にするボディーコンサルタントを開始する。

### 履歴
クラーク高等学校（大宮）武術講師　JFAこころのプロジェクト(夢先生) - 日本サッカー協会

## 人物
- キャリア初期はセンスが有りつつも練習嫌いだったが、26歳の時から自ら作戦やコンビネーションも考えるようになる[2]。

## 戦績

### キックボクシング
| キックボクシング 戦績 | キックボクシング 戦績 | キックボクシング 戦績 | キックボクシング 戦績 | キックボクシング 戦績 | キックボクシング 戦績 | キックボクシング 戦績 |
| --------------------- | --------------------- | --------------------- | --------------------- | --------------------- | --------------------- | --------------------- |
| 4 試合                | (T)KO                 | 判定                  | その他                | 引き分け              | 無効試合              |                       |
| 1 勝                  | 1                     | 0                     | 0                     | 0                     | 0                     |                       |
| 3 敗                  | 2                     | 1                     | 0                     | 0                     | 0                     |                       |

| 勝敗 | 対戦相手             | 試合結果                                         | 大会名                                                     | 開催年月日   |
| ×    | HAYATO               | 1R終了時 TKO（ドクターストップ：右肘骨折の疑い） | K-1 WORLD MAX 2008 〜日本代表決定トーナメント〜 【準決勝】 | 2008年2月2日 |
| ○    | TATSUJI              | 1R 1:10 TKO（パンチ連打）                        | K-1 WORLD MAX 2008 〜日本代表決定トーナメント〜 【1回戦】  | 2008年2月2日 |
| ×    | ヴァージル・カラコダ | 3R終了 判定0-3                                   | K-1 WORLD MAX 2007 〜世界最終選抜〜                        | 2007年4月4日 |
| ×    | ヴァージル・カラコダ | 2R 0:33 TKO（目尻カット）                        | K-1 WORLD MAX 2006 〜世界王者対抗戦〜                      | 2006年9月4日 |

### ボクシング（主要試合のみ）
| プロボクシング 戦績 | プロボクシング 戦績 | プロボクシング 戦績 | プロボクシング 戦績 | プロボクシング 戦績 | プロボクシング 戦績 | プロボクシング 戦績 |
| ------------------- | ------------------- | ------------------- | ------------------- | ------------------- | ------------------- | ------------------- |
| 38 試合             | (T)KO               | 判定                | その他              | 引き分け            | 無効試合            |                     |
| 29 勝               | 18                  |                     |                     | 2                   | 0                   |                     |
| 7 敗                |                     |                     |                     | 2                   | 0                   |                     |

| 勝敗 | 対戦相手         | 試合結果        | 大会名                                               | 開催年月日     |
| ×    | クレイジー・キム | 2R 0:50 TKO     | ボクシング【日本スーパーウェルター級タイトルマッチ】 | 2005年4月19日  |
| ○    | 李朱永           | 4R 0:12 KO      | ボクシング【ノンタイトル10回戦】                     | 2004年10月16日 |
| ○    | 小林秀一         | 10R終了 判定    | ボクシング【日本ウェルター級王座統一戦】             | 2004年4月17日  |
| ○    | 相原一隆         | 1R 1:20 KO      | ボクシング【日本ウェルター級暫定王座決定戦】         | 2003年12月20日 |
| ×    | 永瀬輝男         | 10R終了 判定    | ボクシング【日本ウェルター級タイトルマッチ】         | 2002年6月18日  |
| ○    | 田中光吉         | 10R終了 判定    | ボクシング【日本スーパーライト級タイトルマッチ】     | 2001年8月4日   |
| ○    | 大野重行         | 1R 2:35 KO      | ボクシング【日本スーパーライト級タイトルマッチ】     | 2001年4月7日   |
| ○    | 小暮飛鴻         | 7R 2:09 KO      | ボクシング【日本スーパーライト級タイトルマッチ】     | 2001年1月6日   |
| ○    | 川島辰久         | 10R終了 判定2-1 | ボクシング【日本スーパーライト級タイトルマッチ】     | 2000年8月5日   |
| ○    | 小野淳一         | 10R終了 判定    | ボクシング【日本スーパーライト級タイトルマッチ】     | 2000年4月2日   |
| ○    | 橋本照裕匡       | 10R終了 判定2-0 | ボクシング【ノンタイトル10回戦】                     | 1999年12月4日  |
| ×    | 小野淳一         | 判定            | ボクシング【日本スーパーライト級タイトルマッチ】     | 1999年4月12日  |
| ○    | 前博志           | 1R TKO          | ボクシング【ノンタイトル10回戦】                     | 1998年12月5日  |
| ×    | リック吉村       | 10R 判定        | ボクシング【日本ライト級タイトルマッチ】             | 1995年9月18日  |
| ×    | リック吉村       | 10R 判定        | ボクシング【日本ライト級タイトルマッチ】             | 1995年1月7日   |
| ○    | 山内満           | 10R 負傷判定    | ボクシング【日本ライト級王座決定戦】                 | 1994年10月1日  |
| ○    | 井幕浩二         | 3R KO           | ボクシング【デビュー戦】                             | 1991年7月15日  |

## 獲得タイトル
- 第45代日本ライト級王座
- 第27代日本スーパーライト級王座
- 第42代日本ウェルター級王座